# Relikviář svatého Maura

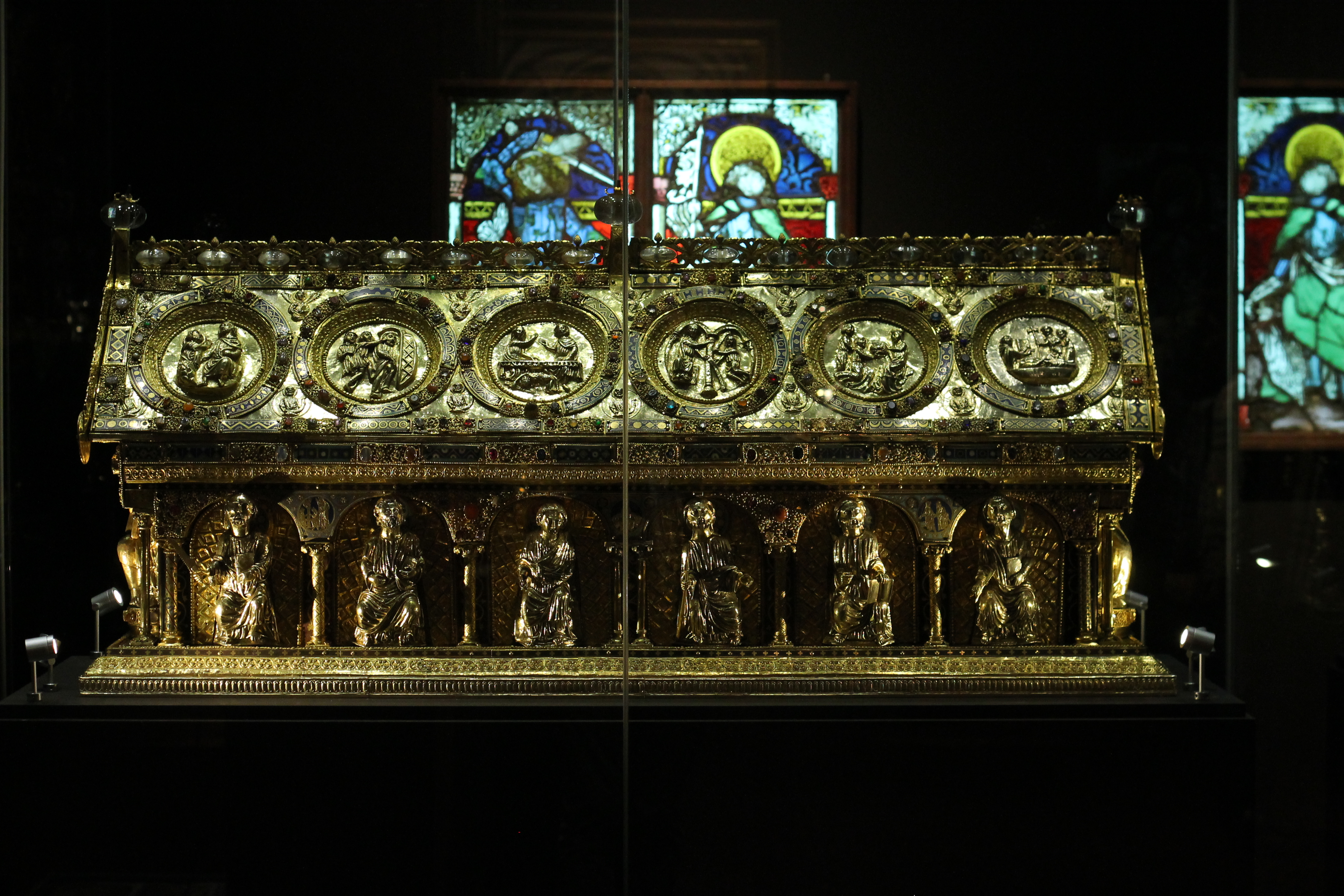
Fotografie relikviáře z výstavy v Jízdárně Pražského hradu v roce 2015

Relikviář svatého Maura je významná románská památka pocházející z první třetiny 13. století. Po českých korunovačních klenotech je relikviář považován za druhou nejcennější movitou památku v České republice a nejvýznamnější románskou klenotnickou památkou uloženou na českém území. Relikviář byl v majetku šlechtického rodu Beaufort-Spontinů, který ho v roce 1945 před vysídlením z Československa ukryl pod podlahou hradní kaple na zámku Bečov nad Teplou, kde byl zapomenut. Objeven byl až v roce 1985 a v letech 1991–2002 zrestaurován. V roce 1995 byl prohlášen národní kulturní památkou České republiky. Relikviář je součástí stálé expozice zámku v Bečově nad Teplou a od roku 2022 je trvale vystaven v nové expozici v obnovených Pluhovských domech.

## Historie

### Výroba

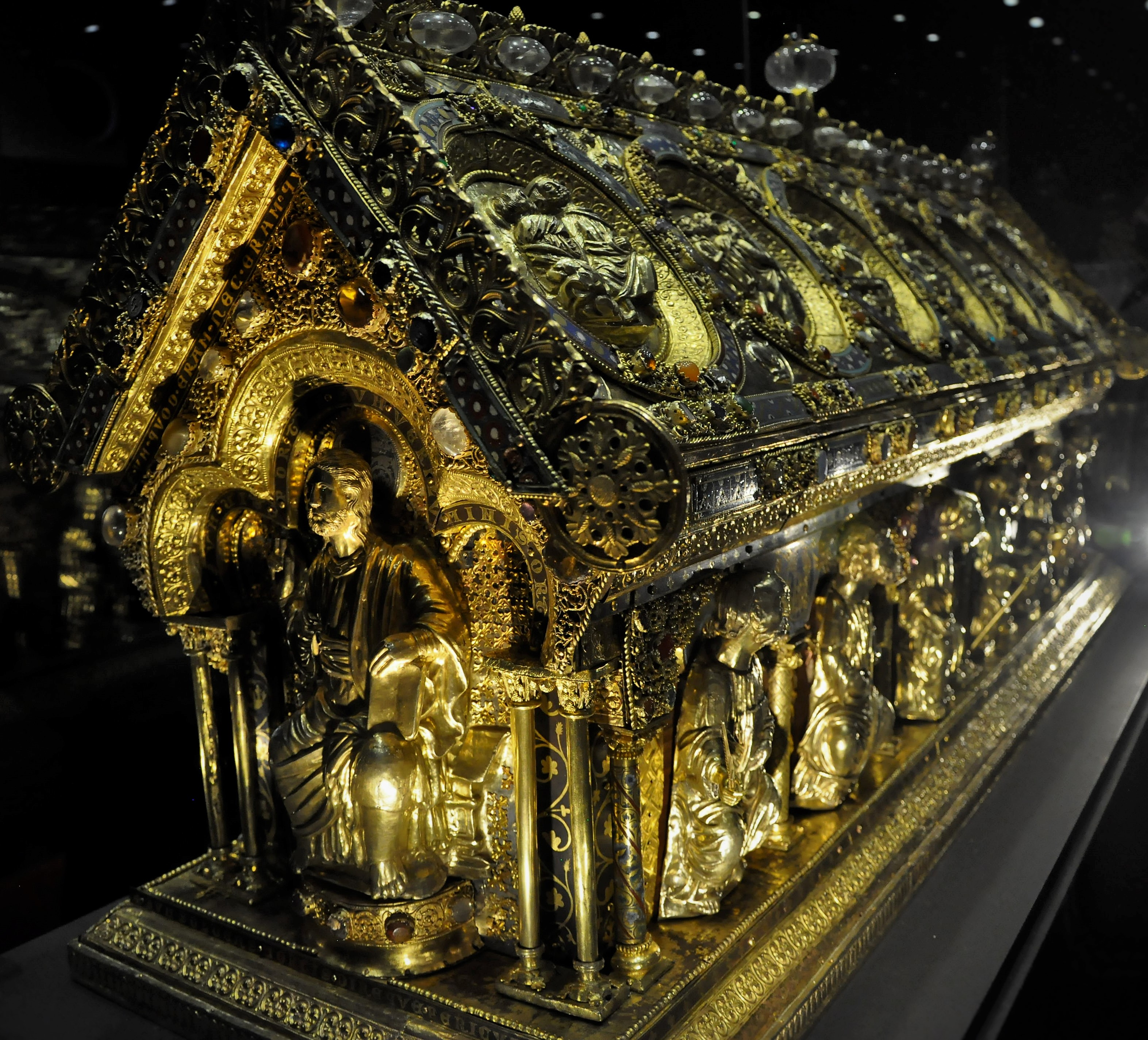
Relikviář svatého Maura

Relikviář svatého Maura byl vyroben na zakázku člena zámožného rodu Rumigny. Když Gérard de Rumigny, biskup v Cambrai, získal relikvie svatého Jana Křtitele a později i svatého Maura z katedrály v Remeši, nechal pro jejich uložení zhotovit relikviář svatého Maura a umístil ho do kláštera svatého Jana Křtitele ve valonském Florennes. Později byly do relikviáře přidány ostatky svatého Timoteje a svatého Apolináře.
Nynější relikviář svatého Maura byl zhotoven v letech 1225–1230, když starší schránka, zřejmě v podobě textilního relikviáře, již nedostačovala reprezentativním požadavkům na důstojné uložení relikvií.
Klášter svatého Jana Křtitele unikl plenění během Francouzské revoluce, přesto byl v roce 1798 zrušen. Z jeho bohatého kulturního majetku se mnoho nezachovalo. Archív a knihovna byly zničeny, preciosa rozkradena, pobořeny byly i budovy, které později zcela zanikly. Relikviář je jednou z mála zachráněných památek, která se po zániku kláštera dostala do majetku farního kostela svatého Gangulfa ve Florennes. V té době mu nebyla věnována žádná pozornost, zchátralý relikviář stál dlouhá léta v rohu sakristie spolu se starým nábytkem.

### Beaufort-Spontinové
Z důvodu finanční tísně se děkan a zádušní rada kostela svatého Gangulfa rozhodli zchátralý relikviář prodat. V roce 1838 jej zakoupil za 2500 franků šlechtic Alfred de Beaufort-Spontin (1816–1888). Podle církve byl tehdy prodej podmíněn tím, že relikviář nikdy neopustí území Florennes. Po prodeji byl relikviář z kostela dopraven do kaple na zámku Beaufort-Spontinů ve Florennes.
Mezi roky 1847 a 1851 nechal Alfred schránku zrestaurovat nákladem 3 tisíc franků. V roce 1851 byla transakce poprvé napadena u soudu. Guvernér provincie Namur prohlásil prodej za nezákonný a žádal navrácení relikviáře zpět do kostela výměnou za uhrazení původně zaplacené kupní ceny. Poté, co zádušní rada celou transakci vysvětlila, spor utichl.
Po smrti Alfreda v roce 1888 relikviář zdědil jeho syn Friedrich de Beaufort-Spontin (1843–1916). Ten zrekonstruovaný relikviář nechal vystavit na výstavě L´Exposition rétrospective de l´art industriel v Bruselu, následně jej nechal převézt na svůj zámek v Bečově nad Teplou, kde se rodina po odchodu z Belgie cítila bezpečněji. Následně vypukl další soudní spor, kdy se k žalobcům připojila i obec Florennes i zádušní rada kostela. Napaden byl právě odvoz relikviáře včetně relikvií v něm uložených coby nezpochybnitelného belgického kulturního bohatství. Spor skončil v roce 1900 mimosoudním vyrovnáním, Beaufortové zaplatili církvi dalších 20 tisíc franků.
Relikviář byl následně vystaven v bečovské zámecké kapli. V regionu byl relikviář znám a v roce 1932 vyšel soupis památek areálu hradu a zámku v Bečově nad Teplou od dr. Antona Gnirse. V tomto soupisu byl uveden i relikviář. Beauforty to rozzlobilo, protože chtěli, aby relikviář upadl v zapomnění. Snažili se dosáhnout zákazu vydání knihy, což se zčásti podařilo, protože ve druhém vydání už o relikviáři není zmínka.
Za druhé světové války příslušníci rodu Beaufortů-Spontinů kolaborovali s nacistickým režimem. Na konci druhé světové války v roce 1945 Heinrich Beaufort-Spontin se synem Friedrichem relikviář ukryli spolu se 103 láhvemi francouzského koňaku a vína pod podlahu hradní kaple Navštívení Panny Marie a ze zámku odešli jen s nejnutnějšími předměty. Relikviář si jako velký zlatý předmět netroufli na konci druhé světové války z Bečova do Vídně odvézt. Zámek byl po válce znárodněn.

### Po válce
Heinrich Beaufort v roce 1966 zemřel v Rakousku a o získání relikviáře se nikdy nepokoušel. Syn Friedrich neúspěšně po Československu žádal vydání rodinného movitého majetku, který jim byl na základě Benešových dekretů zkonfiskován. Cennější památky byly rozptýleny po zámcích celého Československa, méně významné byly prodány nebo se ztratily.
Jeho syn Christian, ředitel sbírky zbraní Uměleckoprůmyslového muzea ve Vídni, chtěl relikviář získat, a tak v roce 1982 zchátralý a nepřístupný zámek Bečov navštívili jeho teta Elisabeth a její muž Max von Croy, přičemž si ověřili, zda relikviář je stále na svém místě.

### Danny Douglas

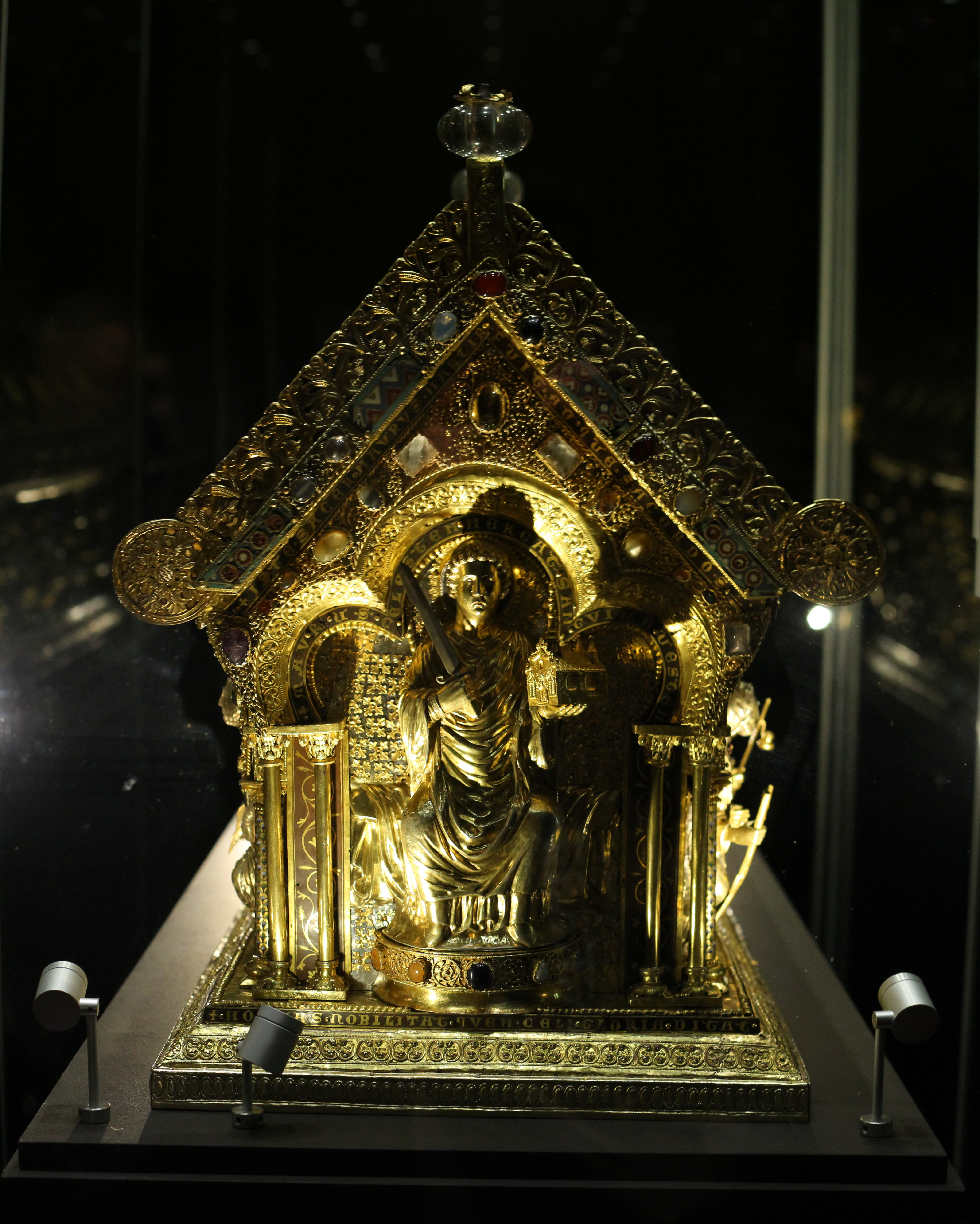
Detail čela se svatým Maurem

V roce 1984 Christian oslovil rakousko-amerického obchodníka a lovce pokladů Dannyho Douglase, aby relikviář z Československa vyvezl. S plánem souhlasil i Christianův otec Friedrich.
Danny Douglas (* 1939) se narodil v Berlíně židovské matce a americkému otci. Rodina emigrovala do Londýna, kde se otec zapojil do odboje Spojenců, ale během války zemřel. Matka roku 1948 zahynula při havárii letadla. Osiřelý Danny Douglas odcestoval do Spojených států amerických, ale později se ve službách americké zpravodajské služby vrátil do Berlína, kde pracoval jako tlumočník. V 60. letech se usadil ve Vídni, kde byl považován za znalce válečných poměrů ve střední Evropě, patrně proto si ho Beaufortové vybrali. Jeho hlavní obchodní činností byla rakouská firma obchodující s krmivy pro domácí zvířata.
V červnu roku 1984 Danny Douglas kontaktoval československé úřady na zastupitelském úřadu ve Vídni, kde začal vyjednávat s československým státem o vývozu blíže neurčené umělecké památky. Vyjednávání pokračovalo v Praze, kde s ním jednali zástupci Podniku zahraničního obchodu Artia, který se zabýval dovozem a vývozem kulturního movitého majetku. Následných jednání se účastnili také čeští policisté vydávající se za úředníky ministerstev. Douglase sledovali ve Vídni agenti StB, kteří navrhovali Douglase unést. Po třech schůzkách bylo znění smlouvy dojednáno, podle smlouvy měl být předmět prodán, přičemž Československo měla obdržet 73 % výtěžku, Douglas pak 27 %. Druhou variantou bylo rozhodnutí Československa předmět si ponechat, v takovém případě mělo Douglasovi Československo vyplatit 50 % odhadní ceny předmětu (maximálně 0,5 mil. USD). Zaměstnanci PZO Artia s obchodem souhlasili, smlouva však ještě nebyla podepsána.
Z Douglasových náznaků během jednání kriminalisté postupně odvozovali, že předmět pochází z 13. století, je kovový a dutý o velikosti přibližně konferenčního stolku, s historickou a uměleckou hodnotou, nemá však žádný vztah k českým dějinám. Mělo jít o majetek kosmopolitního šlechtického rodu s majetky na území Čech, Německa a Francie a měl být zakopaný asi 100 kilometrů od Norimberku.
Kriminalisté na základě výše uvedených informací a po průzkumu archivních materiálů vyhodnotili jako nejpravděpodobnější tři šlechtické rody, Metternich-Winneburg, Mensdorff-Pouilly a Beaufort-Spontin. Pracovníci ministerstva kultury následně navrhli čtyři předměty odpovídající výše uvedeným indiciím. Tehdejší ředitelka Uměleckoprůmyslového musea v Praze, historička Dagmar Hejdová, na dotaz kriminalistů definitivně určila, že jde s velkou pravděpodobností o relikviář svatého Maura, a to i za pomoci výše uvedeného soupisu z roku 1932, ve kterým byl uveden i relikviář včetně jeho fotografií.
Za místo setkání zvolil Douglas Karlovy Vary, což kriminalisty vedené plukovníkem Františkem Maryškou (1946–2014) utvrdilo, že se jedná o zámek Bečov. Ústně si potvrdili platnost smlouvy, přičemž Douglas Maryškovi upřesnil velikost předmětu. Maryška požádal o odložení podpisu smlouvy na 7. listopadu 1985 kvůli nedostatku peněz na jistinu, kterou mělo Československo před podepsáním smlouvy složit. Dalšího dne začali policisté důkladně prohledávat celý bečovský areál a spolu s kastelánem Karlem Mackem (1942–2021) relikviář nalezli a ihned vyzvedli. K pozdějšímu zděšení historiků značně poškozený a zkorodovaný relikviář s uhnilým dnem, odpadanými a perforovanými stříbrnými figurami a reliéfy, policisté uložili v kanceláři Františka Maryšky.

### Po vyzvednutí
Po nálezu připravil Západočeský památkový ústav smlouvu s Umělecko-průmyslovým muzeem v Praze, které se zavázalo vypracovat expertizu schrány. Odborný posudek expertní komise muzea, podepsaný Dagmar Hejdovou, ohodnotil relikviář jako památku nevyčíslitelné hodnoty; její vývoz proto nepřipadal v úvahu. V důsledku nevhodného uložení ve vlhké zemi byla však schrána ve velmi špatném stavu, jenž vyžadoval zrestaurování. Ihned po zveřejnění nálezu zareagoval belgický historik umění Robert Didier časopiseckou publikací o relikviáři, kterou zaslal svým českým kolegům a kolegyním.[zdroj⁠?!] Relikviář byl nevhodně uložen do suchého sejfu dnešní České národní banky, kde suché a teplé prostředí urychlilo destrukci dřevěného jádra.
Nařízením vlády České republiky č. 262/1995 Sb. ze dne 16. srpna 1995 byl relikviář zařazen na seznam národních kulturních památek České republiky pod číslem 308.

### Restaurování
Akademičtí sochaři Alena Nováková a Andrej Šumbera navrhli a provedli demontáž bohaté zlatnické výzdoby relikviáře, aby v důsledku destrukce jádra nedocházelo k jejímu poškozování. Relikviář byl rozložen na 499 základních částí a uložen v Uměleckoprůmyslovém muzeu v Praze. Byla pořízena jeho kompletní fotografická dokumentace a připraven restaurátorský program obnovy relikviáře, který však nebyl zrealizován.

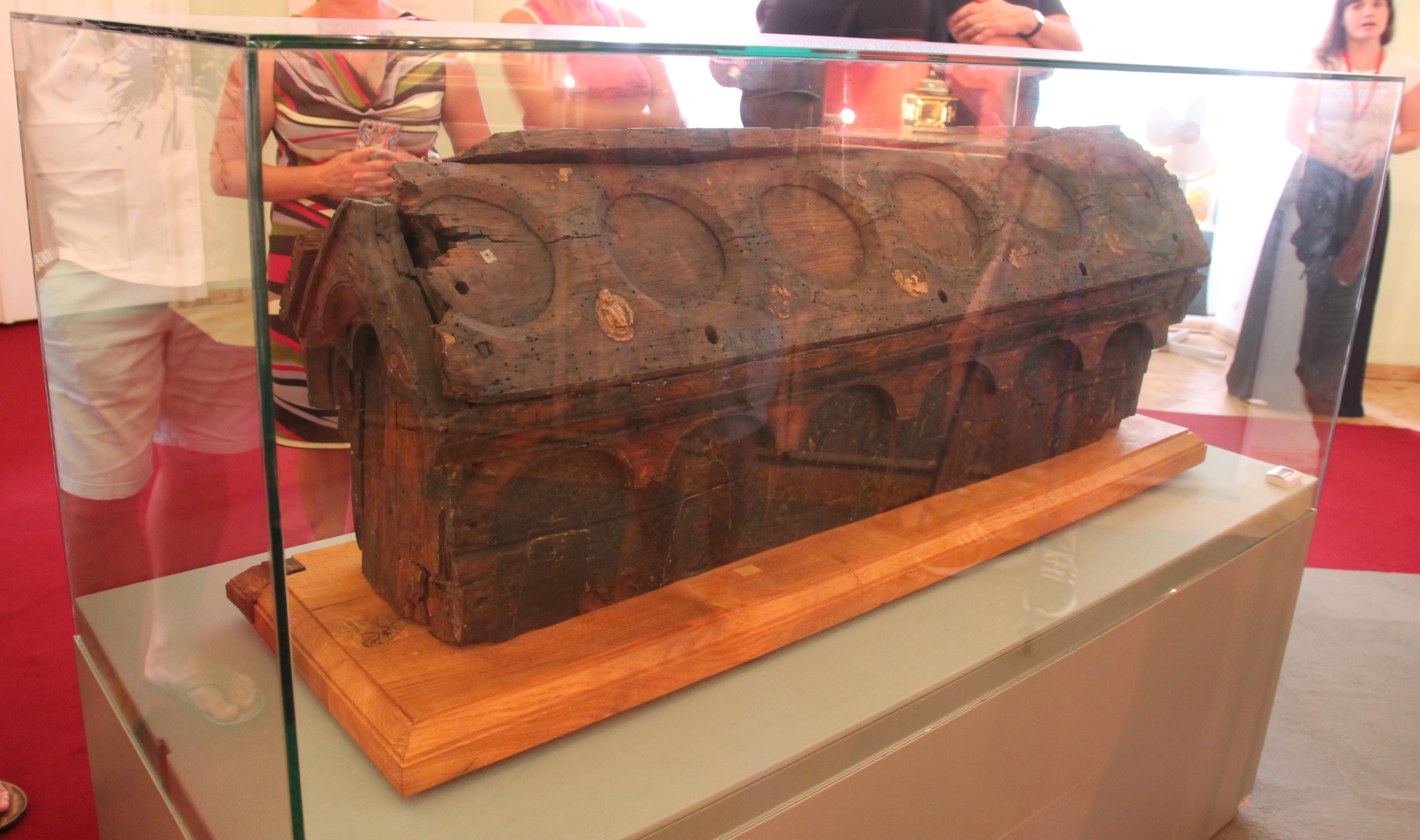
Původní dřevěná schránka, nyní vystavená v Bečově nad Teplou

Restaurátorské práce začaly až v roce 1991 a trvaly 11 let. Náročného a dlouhého procesu restaurování se ujali právě Alena Nováková s několika dalšími spolupracovníky. Po smrti Aleny Novákové v roce 1997 tým vedl její žák Andrej Šumbera. Památkový dozor měla odborná komise šesti expertů, kterou řídil Národní památkový ústav, územní pracoviště pro západní Čechy. Práce probíhaly mimo jiné za konzultací s restaurátory z německých Cách, kteří krátce předtím restaurovali obdobné relikviářové skříně z Kolína nad Rýnem (Tříkrálovou) a z Cách (Mariánskou). Bylo však také nutno vyvinout nové restaurátorské postupy. Relikviář byl rozebrán, přitom byla mj. odstraněna sádrová výplň sošek z předchozích oprav. Vzácné kameny byly sejmuty a vyčištěny, poškozené pracně opraveny. Stovky dílů bylo třeba opravit nebo nahradit, poté byly postupně osazovány na nové ořechové jádro, které nahradilo původní polorozpadlé dubové jádro. Důvodem pro změnu druhu dřeva byly novější průzkumy, při nichž bylo zjištěno, že ořechové dřevo méně reaguje s biologickým materiálem uloženým ve schráně a také s gemami biologického původu použitými na schráně. Ruce sošek byly nově domodelovány. Nově byly doplněny rovněž chybějící křišťálové koule na hřebeni střechy. Relikviář byl kompletně zrestaurován roku 2002.

### Vystavení

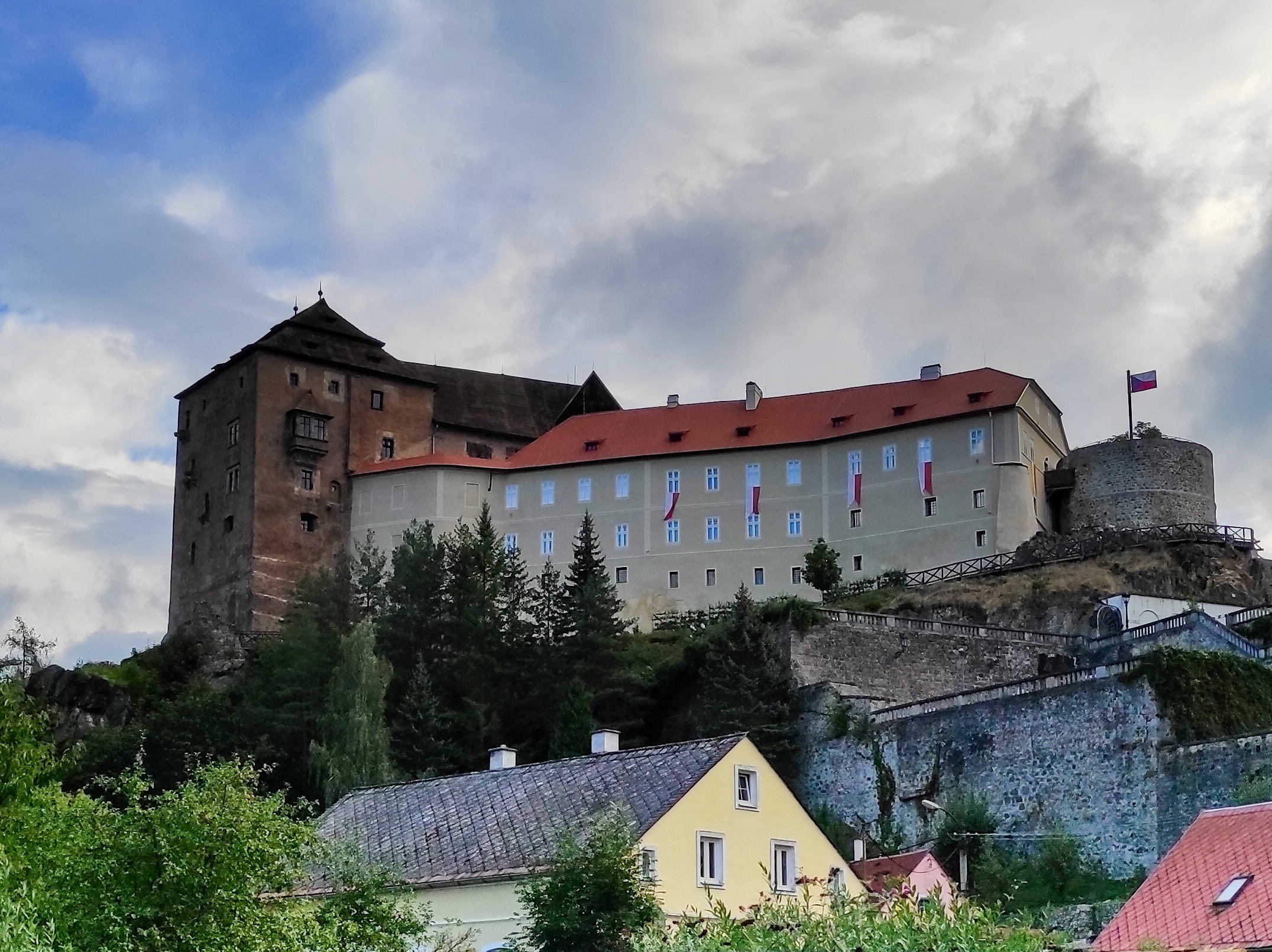
Pluhovské domy

Poprvé byl relikviář veřejnosti ukázán na Pražském hradě na výstavě v roce 2000, tehdy však ještě nebyl zcela zrestaurován. Teprve od 4. května 2002 se stal součástí stálé expozice zámku v Bečově nad Teplou, kde byl trvale vystaven v prostorách modré jídelny.
Několikrát se na Pražský hrad vrátil, aby se stal součástí dočasných výstav. Poprvé byl do Prahy převezen a vystaven ve Vladislavském sálu 24. listopadu 2010, vedle kopie českých korunovačních klenotů. Zpět na Bečov se vrátil 27. února 2011. Podruhé to bylo v období od 18. prosince 2014 do 15. března 2015, kdy byl vystaven na výstavě Hrady a zámky objevované a opěvované v Jízdárně Pražského hradu.
Od roku 2022 je k vidění v nové expozici, v obnovených Pluhovských domech, v areálu bečovského zámku.

## Popis

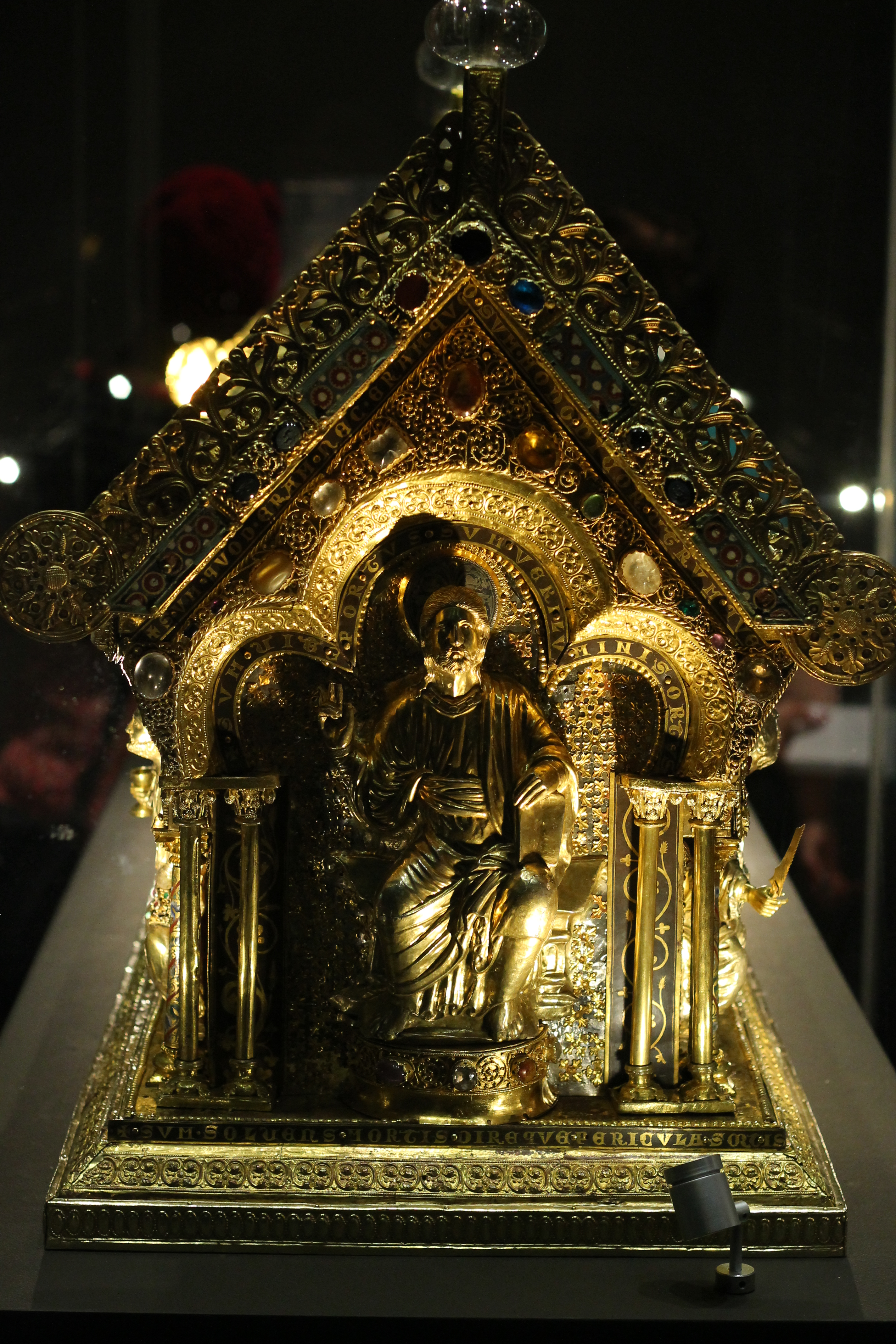
Detail čela s Kristem

Tvarem i velikostí se relikviář velmi podobá relikviáři z katedrály Panny Marie v Cáchách a relikviáři sv. Tří králů z katedrály svatého Petra v Kolíně nad Rýnem. Uvnitř se nacházejí skeletální ostatky (kromě sv. Maura připisované také sv. Timotejovi), zbytky textilií a kůže. Obsah relikviáře zkoumala kriminalistická laboratoř, která provedla i testy DNA. Uvnitř relikviáře byly zjištěny ostatky čtyř osob, mezi nimi i dětský mléčný zub, a egyptská látka z 8. století. Relikviář má obdélníkový půdorys o rozměrech 140×42 cm a je 65 cm vysoký. Nástavec je odklápěcí a má tvar sedlové střechy s hřebenem zdobeným drahokamy a emaily. Původní dubové jádro bylo při rekonstrukci nahrazeno jádrem z ořechového dřeva. Dekorace zahrnuje velké množství reliéfů, smaltovaných štítků, sošky z pozlaceného stříbra, drahé kameny, filigrány a gemy z drahokamů a polodrahokamů. Protilehlé průčelní stěny zdobí asi 25 cm vysoké sošky svatého Maura držícího v ruce model původní karolínsko-raněgotické katedrály v Remeši a Ježíše Krista, svrchní stěny pak kruhové medailony s výjevy ze života svatého Timoteje a svatého Jana Křtitele. Na každé z bočních stěn jsou v řadě rozmístěny sošky šesti apoštolů. Nejstarší gemy pocházejí z 1. nebo 2. století; jedná se o druhotně použité antické gemy.

## Ropuší kámen
V roce 2021 byl na zámku Bečov nad Teplou při čištění relikviáře svatého Maura objeven mezi kameny, které jej zdobí, i tzv. ropuší kámen. Relikviář pochází z první čtvrtiny 13. století a zde nalezený ropuší kámen je zatím nejstarším potvrzeným nálezem takovéhoto objektu použitého tímto způsobem.

## Obdobné relikviáře
- Relikviář svatého Albína, Kolín nad Rýnem
- Relikviář svatého Anna, Siegburg
- Relikviář svatého Eleutera, Tournai
- Relikviář svatého Heriberta, Kolín nad Rýnem
- Relikviář Karla Velikého, Cáchy
- Relikviář Panny Marie, Cáchy
- Relikviář svatého Mauricia a Innocence, Siegburg
- Relikviář svatého Maurina, Kolín nad Rýnem
- Relikviář Tří králů, Kolín nad Rýnem
- Relikviář svaté Uršuly, Kolín nad Rýnem